# Тахат
Таха́т (араб. جبل تاهات‎) — гора в центральной части пустыни Сахара, высшая точка Алжира (2918 м или по другим данным — 3003 м). Расположена на юге Алжира и является частью нагорья Ахаггар. Ближайший город — расположенный в 60 км к югу Таманрассет. Как и все нагорье, гора имеет вулканическое происхождение и относится к вулканическому полю Атакор.
В окрестностях Тахата обнаружены наскальные рисунки, датируемые периодом между 8000 и 2000 годами до н. э. Они представляют собой сцены выпаса скота и охоты на животных, которые теперь обитают только в южной части пустыни.
Первое восхождение на Тахат совершил швейцарский альпинист Эдуард Висс-Дюнан в 1931 году.